# العلاقات الأوزبكستانية الكازاخستانية
العلاقات الأوزبكستانية الكازاخستانية هي العلاقات الثنائية التي تجمع بين أوزبكستان وكازاخستان.

## مقارنة بين البلدين
هذه مقارنة عامة ومرجعية للدولتين:
| وجه المقارنة                                              | أوزبكستان       | كازاخستان                      |
| --------------------------------------------------------- | --------------- | ------------------------------ |
| المساحة (كم2)                                             | 448.98 ألف      | 2.72 مليون                     |
| عدد السكان (نسمة)                                         | 32.39 مليون     | 17.95 مليون                    |
| الكثافة السكانية (ن./كم²)                                 | 72.14           | 6.6                            |
| العاصمة                                                   | طشقند           | نور سلطان                      |
| اللغة الرسمية                                             | اللغة الأوزبكية | اللغة القازاقية، اللغة الروسية |
| العملة                                                    | سوم أوزبكستاني  | تينغ كازاخستاني                |
| الناتج المحلي الإجمالي (بليون دولار)                      | 48.72 مليار     | 159.41 مليار                   |
| الناتج المحلي الإجمالي (تعادل القوة الشرائية) بليون دولار | 190.50 مليار    | 439.39 مليار                   |
| الناتج المحلي الإجمالي الاسمي للفرد دولار أمريكي          | 2.13 ألف        | 10.51 ألف                      |
| الناتج المحلي الإجمالي للفرد دولار أمريكي                 | 5.57 ألف        | 24.23 ألف                      |
| مؤشر التنمية البشرية                                      | 0.675           | 0.788                          |
| رمز المكالمات الدولي                                      | +998            | +7                             |
| رمز الإنترنت                                              | .uz             | .kz، .қаз ‏                     |
| المنطقة الزمنية                                           | ت ع م+05:00     | ت ع م+05:00، ت ع م+06:00       |

## منظمات دولية مشتركة
يشترك البلدان في عضوية مجموعة من المنظمات الدولية، منها:
| علم المنظمة | اسم المنظمة                               | تاريخ انضمام أوزبكستان | تاريخ انضمام كازاخستان |
| ----------- | ----------------------------------------- | ---------------------- | ---------------------- |
|             | الاتحاد البريدي العالمي                   | ?                      | ?                      |
|             | بنك التنمية الآسيوي                       | 1995                   | 1994                   |
|             | يونسكو                                    | 26 أكتوبر 1993         | 22 مايو 1992           |
|             | البنك الدولي للإنشاء والتعمير             | 21 سبتمبر 1992         | 23 يوليو 1992          |
|             | Central Asian Cooperation Organization ‏   | ?                      | ?                      |
|             | منظمة الشرطة الجنائية الدولية             | ?                      | ?                      |
|             | الأمم المتحدة                             | 2 مارس 1992            | 2 مارس 1992            |
|             | منظمة شانغهاي للتعاون                     | 15 يونيو 2001          | 26 أبريل 1996          |
|             | منظمة الأمن والتعاون في أوروبا            | 30 يناير 1992          | 30 يناير 1992          |
|             | مؤسسة التنمية الدولية                     | 24 سبتمبر 1992         | 23 يوليو 1992          |
|             | منظمة التعاون الإسلامي                    | ?                      | ?                      |
|             | وكالة ضمان الاستثمار متعدد الأطراف        | 4 نوفمبر 1993          | 12 أغسطس 1993          |
|             | الاتحاد الدولي للاتصالات                  | 10 يوليو 1992          | 23 فبراير 1993         |
|             | مؤسسة التمويل الدولية                     | 30 سبتمبر 1993         | 30 سبتمبر 1993         |
|             | الفريق المعني برصد الأرض                  | ?                      | ?                      |
|             | منظمة حظر الأسلحة الكيميائية              | ?                      | ?                      |
|             | المركز الدولي لتسوية المنازعات الاستشارية | 25 أغسطس 1995          | 21 أكتوبر 2000         |

## وصلات خارجية
- موقع وزارة الخارجية الأوزبكستانية
- موقع وزارة الخارجية الكازاخستانية